# Herbert Weir Smyth
Herbert Weir Smyth (8 augustus 1857 – 16 juli 1937) was een Amerikaanse classicus. Zijn uitgebreide grammatica van het Oudgrieks is een standaardreferentie over het onderwerp in het Engels geworden, vergelijkbaar met die van William Watson Goodwin.

## Verder lezen
- "Herbert Weir Smyth." Ward W. Briggs, Jr., Biographical Dictionary of North American Classicists (Westport/Londen 1994) 602-604.